# Antillotyphlops granti
Antillotyphlops granti är en ormart som beskrevs av Ruthven och Gaige 1935. Antillotyphlops ingår i släktet Antillotyphlops och familjen maskormar. Inga underarter finns listade i Catalogue of Life.
Denna orm förekommer på sydvästra Puerto Rico och på små öar i närheten. Den lever i låglandet upp till 100 meter över havet. Arten vistas i torra skogar. Honor lägger antagligen ägg.
Nya samhällen och andra landskapsförändringar hotar beståndet. IUCN listar arten som starkt hotad (EN).